# Stella peculiare
In astrofisica il termine stella peculiare designa un particolare tipo di stella che possiede un'insolita abbondanza di elementi pesanti (nel linguaggio astronomico chiamati "metalli"), almeno nei propri strati superficiali.

## Suddivisione
Comuni dal punto di vista chimico soprattutto tra le stelle di sequenza principale, tali stelle sono state divise in quattro principali categorie sulla base delle proprie peculiarità spettrali: 
1. He debole: presentano quantità di elio minori del previsto e di quanto ci si aspetterebbe dal loro colore.
2. Hg-Mn: forti linee di assorbimento del mercurio e del manganese ionizzati; la temperatura effettiva è compresa tra 10.000 K e 15.000 K.
3. Ap: caratterizzate da forti campi magnetici, possiedono forti linee di silicio, cromo, stronzio, europio ed altri elementi; temperature comprese tra 8.000 K e 15.000 K.
4. Am: presentano forti linee dei metalli pesanti e deboli dei metalli alcalino terrosi, principalmente calcio e Sc. La temperatura effettiva è compresa tra 7.000 K e 10.000 K.

I nomi delle classi rendono bene l'idea delle peculiarità di ciascuna classe; inoltre alcune stelle presentano caratteristiche assimilabili a più classi.

## Caratteristiche
Gli astronomi ritengono che le peculiari composizioni superficiali osservate in queste calde stelle di sequenza principale siano state causate da processi successivi alla formazione della stella, come la diffusione degli elementi anche a seguito degli influssi del campo magnetico sugli strati esterni. Tali influssi fanno sì che alcuni degli elementi che compongono la superficie, in particolare He, N e O, "sprofondino" negli strati interni, mentre da questi ultimi vengano sollevati gli elementi più pesanti, come Mn, Sr, Y, Zr, che poi risultano "visibili" nelle osservazioni spettroscopiche. Gli scienziati ritengono che i nuclei delle stelle, e la composizione della quasi totalità dell'astro, presentino una mescolanza chimica più in linea con la norma, e che essa rifletta presumibilmente la composizione della nube molecolare da cui la stella si è formata. Affinché la diffusione e il sollevamento differenziale degli elementi pesanti possa avvenire e che gli strati risultanti rimangano invariati, occorre che l'atmosfera della stella sia sufficientemente resistente ai moti convettivi in modo che non avvenga il rimescolamento degli elementi. Il meccanismo proposto per spiegare questa stabilità è il forte campo magnetico generalmente osservato in questo tipo di stelle.
Tra le stelle peculiari sono annoverate anche stelle più "fredde" (vale a dire dalla classe spettrale G alla M), ma generalmente non si tratta di stelle di sequenza principale. Tuttavia queste ultime sono normalmente identificate col nome della propria classe o con alcune particolari nomenclature, mentre la perifrasi stelle chimicamente peculiari tende ad identificare solamente le calde stelle di sequenza principale.
Gran parte delle stelle peculiari fredde sono il risultato della commistione tra i prodotti delle reazioni di fusione nucleare, provenienti dall'interno della stella, e gli elementi superficiali; questa classe include gran parte delle stelle al carbonio e delle stelle di classe S, che sono talvolta il risultato, assieme alle stelle al bario, dei trasferimenti di massa in un sistema binario.

## Principali stelle peculiari
Principali stelle peculiari della nostra Galassia.
| Nome       | Nomenclatura di Bayer | Denominazione nel catalogo HD | Tipo spettrale | Temperatura effettiva (K) | Distanza (parsec) | Tipo                            |
| ---------- | --------------------- | ----------------------------- | -------------- | ------------------------- | ----------------- | ------------------------------- |
|            | α Circini             | HD 128898                     | A7VpSrCrEu     | 7,674                     | 16                |                                 |
| Alioth     | ε Ursae Majoris       | HD 112185                     | A0p            | 8,974                     | 24                | Stelle Ap e Bp                  |
| Cor Caroli | α2 Canum Venaticorum  | HD 112413                     | A0spe          | 11,614                    | 33                | Stelle Ap e Bp                  |
| Nusakan    | β Coronae Borealis    | HD 137909                     | F0p            | 7,430                     | 34                | Stella Ap a rapida oscillazione |
|            | γ Equulei             | HD 201601                     | A9p            | 7,621                     | 35                | Stella Ap                       |
| Alrisha A  | α Piscium A           | HD 12447                      | A0sp           | 9,977                     | 42                | Stella Ap                       |
|            | ι Cassiopeiae         | HD 15089                      | A5p            | 8,414                     | 43                |                                 |
|            |                       | HD 235349                     | B6 III         | 9,043                     | ≈ 1.721           |                                 |

- Fonti:  Kochukhov, O.; Bagnulo, S., Evolutionary state of magnetic chemically peculiar stars, in Astronomy and Astrophysics, vol. 450, n. 2, 2006, pp. 763-775.. Tipo spettrale secondo SIMBAD.